# Beacon, New York
Beacon är en ort i Dutchess County i delstaten New York, USA.